# Shin Ye-eun
Shin Ye-eun (신예은?; 18 gennaio 1998) è un'attrice sudcoreana.

## Biografia
Shin Ye-eun, nata il 18 gennaio 1998 ad Anyang, Gyeonggi-do, s'interessa al mondo dello spettacolo grazie al nonno, attore teatrale. Ha frequentato la facoltà di Recitazione all'università Sungkyunkwan.
Debutta come attrice nel 2018 nella web-serie A-Teen, firmando in seguito un contratto con la JYP Entertainment e comparendo nel video musicale di Shoot Me della band Day6. Nel 2019 ottiene il primo ruolo da protagonista nella serie fantasy Psychometric geunyeoseok e torna a interpretare Do Ha-na nella seconda stagione di A-Teen. Da luglio 2019 a luglio 2020 presenta il programma musicale Eum-ak wonhaeng con Choi Bo-min dei Golden Child. Nel 2020 è la protagonista della serie televisiva di KBS2 Eoseo-wa, mentre, dal novembre 2021, prende il posto di Kang Han-na come DJ radiofonica di Volume Up.
Nel 2022 Shin recita nella seconda stagione di Yumi's Cells e nelle serie drammatiche The Glory e In cerca di vendetta, vincendo, per quest'ultimo ruolo, il premio di Miglior nuova attrice televisiva ai Blue Dragon Series Award. Nel 2024 entra nel cast della serie storico-musicale di tvN Jeongnyeon-i.

## Filmografia
- A-Teen (에이틴?, E-itinLR) – web-serie (2018-2019)
- Psychometric geunyeoseok (사이코메트리 그녀석?) – serie TV (2019)
- Eoseo-wa (어서와?) – serie TV (2020)
- Gyeong-ui su (경우의 수?) – serie TV (2020)
- Ttakbam han daega ibyeor-e michineun yeonghyang (딱밤 한 대가 이별에 미치는 영향?) – film TV (2021)
- Rookie Cops (너와 나의 경찰수업?, Neo-wa na-ui gyeongchalsu-eopLR) – serie TV (2022)
- Yumi's Cells (유미의 세포들?, Yumi-ui sepodeulLR) – serie TV (2022)
- In cerca di vendetta (3인칭 복수?, 3inching boksuLR) – serie TV (2022)
- The Glory (더 글로리?, Deo geulloriLR) – serie TV (2022-2023)
- Kkotseonbi yeor-aesa (꽃선비 열애사?) – serie TV (2023)
- Jeongnyeon-i (정년이?) – serie TV (2024)

## Riconoscimenti
- APAN Star Award
  - 2023 – Premio alla recitazione eccellente, attrice per In cerca di vendetta e Kkotseonbi yeor-aesa[16]
- Blue Dragon Series Award
  - 2023 – Miglior nuova attrice televisiva per In cerca di vendetta[14]
- Brand of the Year Award
  - 2019 – Stella nascente[17]
  - 2023 – Attrice in ascesa[18]
- Broadcast Advertising Festival
  - 2023 – Premio principiante[19]
- KBS Drama Award
  - 2020 – Miglior nuova attrice per Eoseo-wa[20]
  - 2021 – Candidatura a Miglior attrice in un drama speciale per Ttakbam han daega ibyeor-e michineun yeonghyang[21]
- KBS Entertainment Award
  - 2019 – Miglior coppia (con Choi Bo-min) per Music Bank[22]
- Korea Drama Award
  - 2019 – Premio stella dell'anno per Psychometric geunyeoseok[23]
- SBS Drama Award
  - 2023 – Premio all'eccellenza, attrice in una miniserie romantica/commedia per Kkotseonbi yeor-aesa[24]
  - 2023 – Candidatura a Miglior coppia (con Ryeoun) per Kkotseonbi yeor-aesa[25]